# Gironville
Gironville – miejscowość i gmina we Francji, w regionie Île-de-France, w departamencie Sekwana i Marna.
Według danych na rok 1990 gminę zamieszkiwało 131 osób, a gęstość zaludnienia wynosiła 10 osób/km² (wśród 1287 gmin regionu Île-de-France Gironville plasuje się na 1042. miejscu pod względem liczby ludności, natomiast pod względem powierzchni na miejscu 231.).